# Los Chasaus
Lòs Cheusaus (en francès Les Grands-Chézeaux) és un municipi francès situat al departament de l'Alta Viena i a la regió de la Nova Aquitània.

## Demografia
| 1962                                       | 1968 | 1975 | 1982 | 1990 | 1999 | 2007 |
| ------------------------------------------ | ---- | ---- | ---- | ---- | ---- | ---- |
| 307                                        | 338  | 356  | 308  | 273  | 256  | 257  |
| Des de 1962: població sense dobles comptes |      |      |      |      |      |      |

## Administració
| Període   | Identitat       | Partit |
| --------- | --------------- | ------ |
| 1983-1989 | André Soulat    |        |
| 1989-2001 | Jacques Dufourd |        |
| 2001-2003 | Bernard Dunoyer |        |
| 2003-     | Jacques Dufourd |        |